# Романтичная англичанка
«Романтичная англичанка» (англ. The Romantic Englishwoman) — кинофильм.

## Сюжет
В «поисках себя», а также желая отдохнуть от общества своего мужа Льюиса, известного писателя, Элизабет уезжает в Баден-Баден. В гостинице она мимолётно знакомится с Томасом, называющим себя поэтом. Кроме того он — наркокурьер и альфонс. Элизабет возвращается домой в Великобританию — к мужу, сыну, дому. Муж подозревает Элизабет в измене, когда та была в Баден-Бадене. Томас, убегая от бандитов, груз которых он потерял, едет за ней, представляясь поклонником творчества её Льюиса. Томас становится секретарём Льюиса, что не нравится Элизабет. Томас не ищет специально связи с Элизабет, но в какой-то момент та сама приглашает его на вечеринку в ресторан. В ресторане Томаса узнаёт один из бандитов, которые его ищут. В ту же ночь Элизабет сбегает из дома с Томасом — они едут на Лазурный берег. Там Томаса опять узнают, он сообщает Льюису где Элизабет, а сам сдаётся бандитам на её глазах.

## В ролях
| Актёр          | Роль             |
| -------------- | ---------------- |
| Гленда Джексон | Элизабет Филдинг |
| Майкл Кейн     | Льюис Филдинг    |
| Хельмут Бергер | Томас            |
| Майкл Лонсдейл | Свон             |
| Беатрис Роман  | Кэтрин           |
| Кейт Неллиган  | Изабель          |
| Натали Делон   | Миранда          |

## Съёмки
Съёмки фильма проходили в Лондоне, на французском Лазурном берегу и в Баден-Бадене (ФРГ). В Баден-Бадене съёмки проходили в Казино (нем.) и в гостинице Brenners Park (нем.).